# 韦拉克 (洛特省)
韦拉克（法語：Vayrac，法語發音：[vɛʁak]）是法国洛特省的一个市镇，属于古尔东区。

## 地理
韦拉克（44°57'11"N, 1°42'15"E）面积16.33 平方千米，位于法国奧克西塔尼大區洛特省，该省份为法国西南部内陆省份，北起顺时针与科雷兹省、康塔爾省、阿韦龙省、塔恩-加龙省、洛特-加龍省和多尔多涅省接壤。
与韦拉克接壤的市镇（或旧市镇、城区）包括：拉沙佩勒欧圣、贝塔耶、卡雷纳克、弗卢瓦拉克、圣但尼莱马尔泰勒、圣米歇尔-德巴尼耶尔。

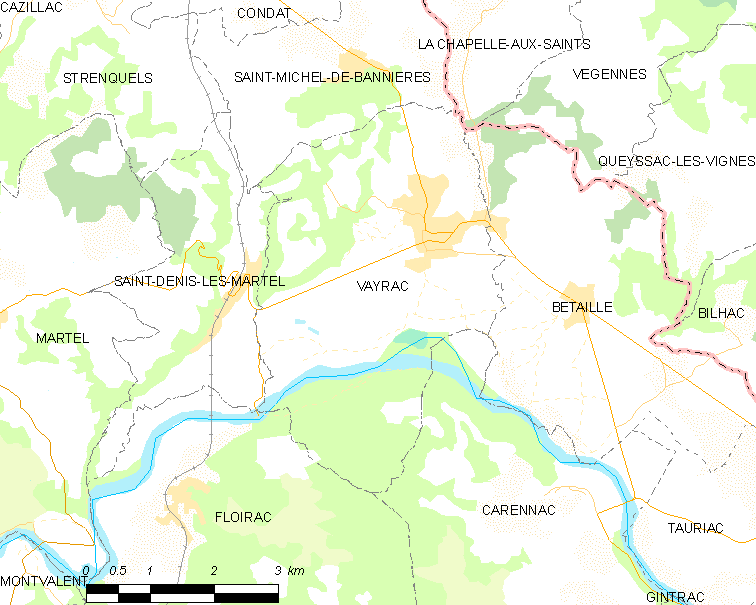
的OSM定位图

韦拉克的时区为UTC+01:00、UTC+02:00（夏令时）。

## 行政
韦拉克的邮政编码为46110，INSEE市镇编码为46330。

## 政治
韦拉克所属的省级选区为马尔泰勒县。

## 人口

1962-2008年间人口变化图示

韦拉克于2022年1月1日时的人口数量为1279人。

## 友好城市
- 莫尔比昂省 凯斯唐贝尔